# Cimetière de Glenwood
Le cimetière de Glenwood (en anglais : Glenwood Cemetery) est un cimetière historique situé à Houston, au Texas.
Ouvert à partir de 1872 en surplomb du Bayou Buffalo, il s'agit d'un cimetière dont la conception s'affranchit des dispositions en grille typiques de la plupart des cimetières de la ville.
De nombreuses personnes influentes reposent à Glenwood, dont d'anciens résidents de la république du Texas, le dernier président de la république du Texas Anson Jones, d'anciens maires de Houston, d'anciens gouverneurs du Texas et un ancien gouverneur du Mississippi, des membres de l'industrie pétrolière comme Howard R. Hughes Sr. et son fils l'homme d'affaires Howard Hughes, le président fondateur de l'université Rice Edgar Odell Lovett.

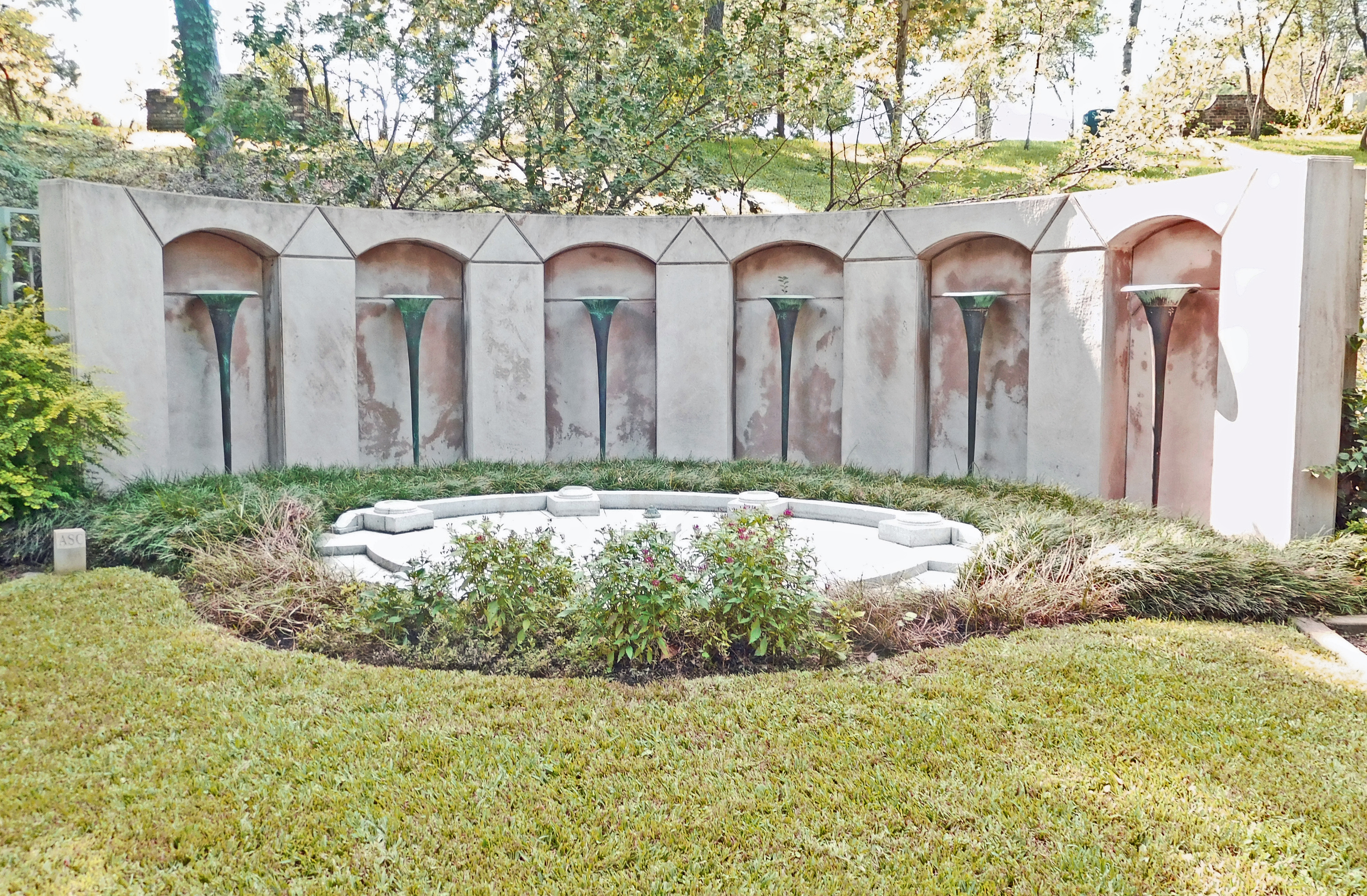
Tombes d'Howard Hughes et de sa famille.
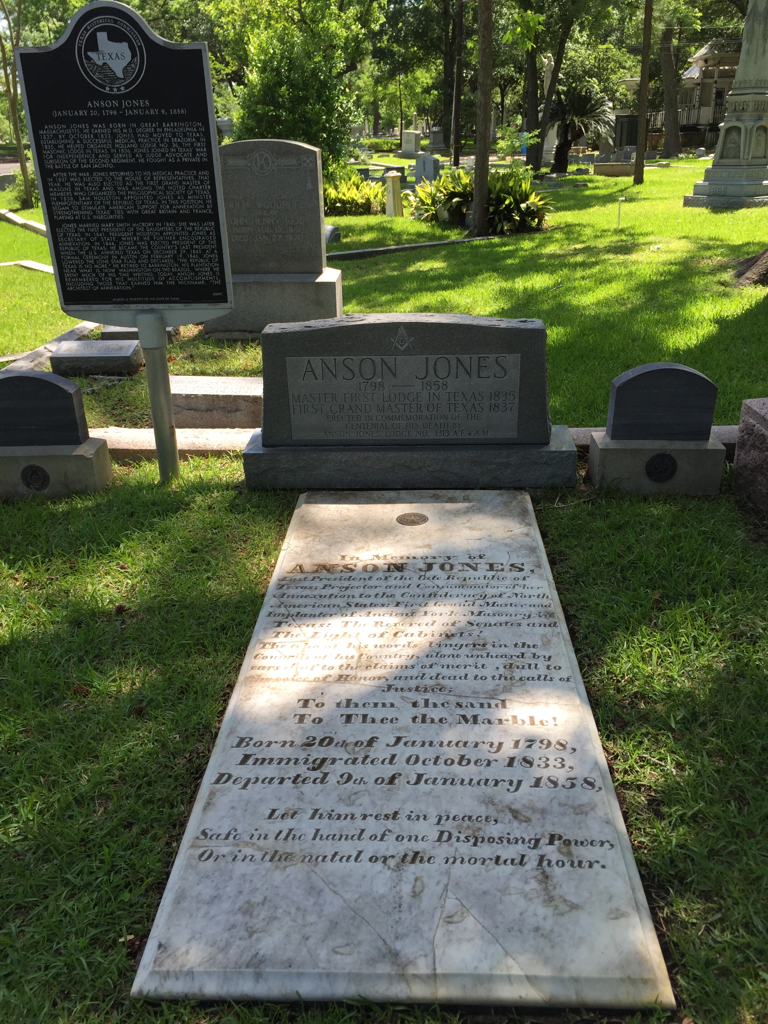
Tombe d'Anson Jones.
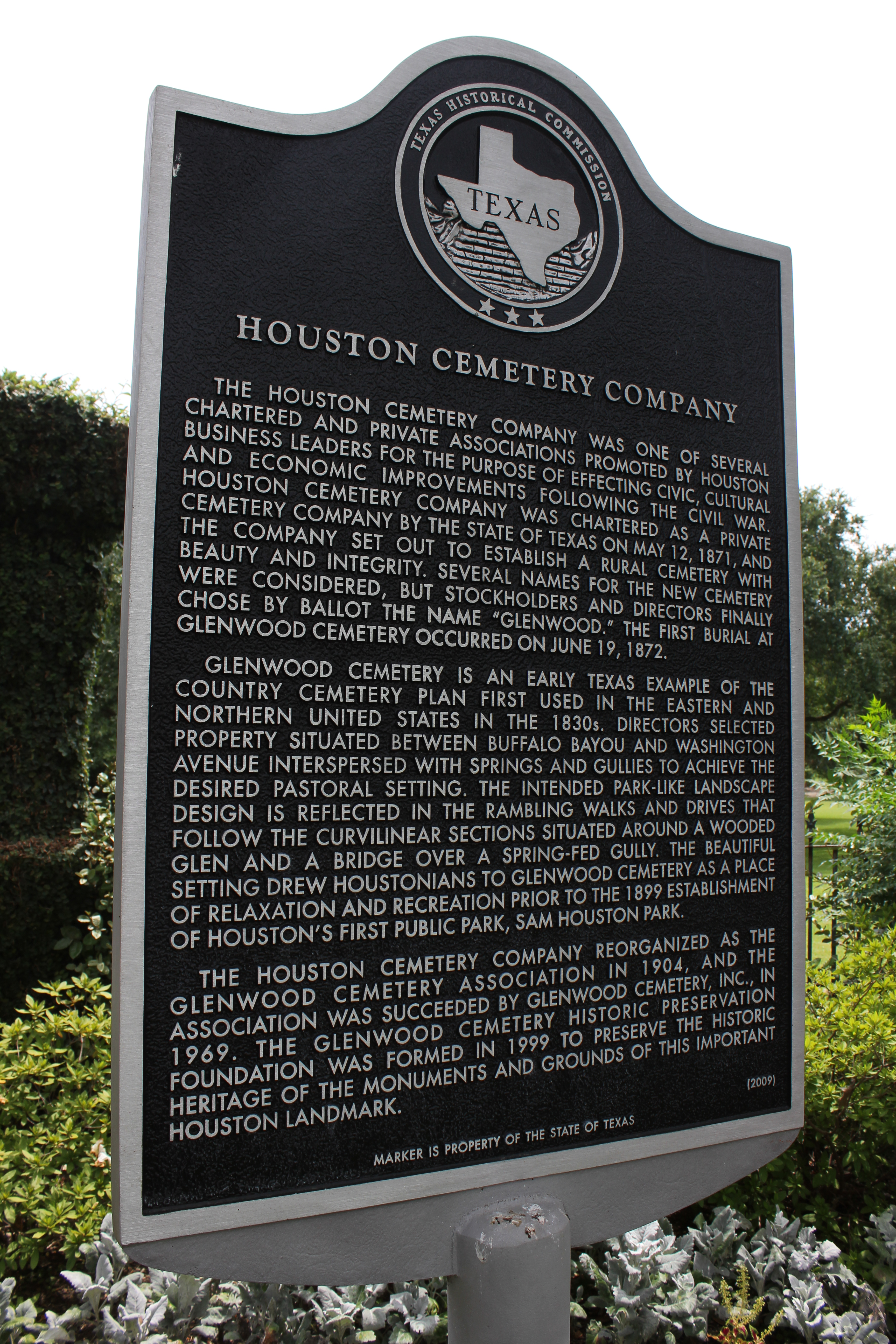
Panneau commémoratif.
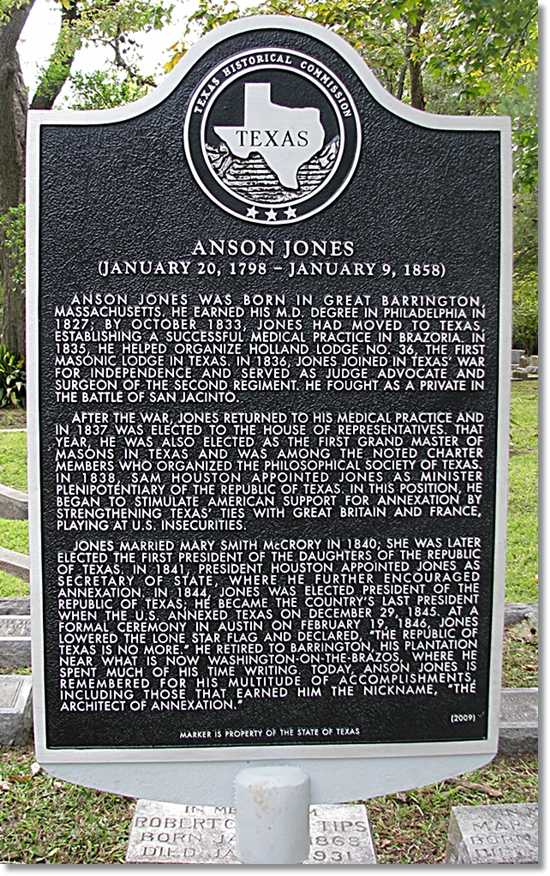
Panneau commémoratif.
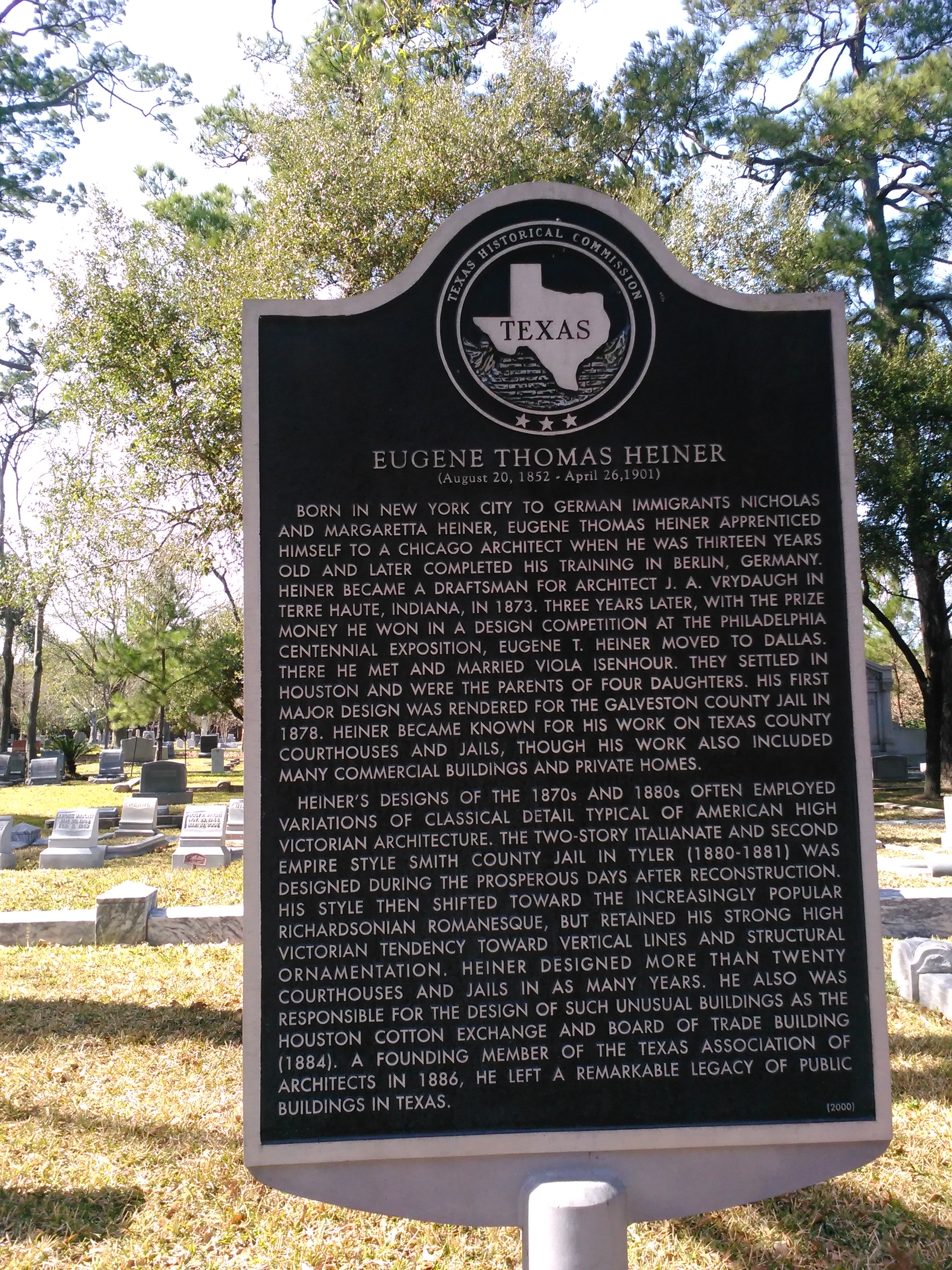
Panneau commémoratif.